# Daria Pogorzelec

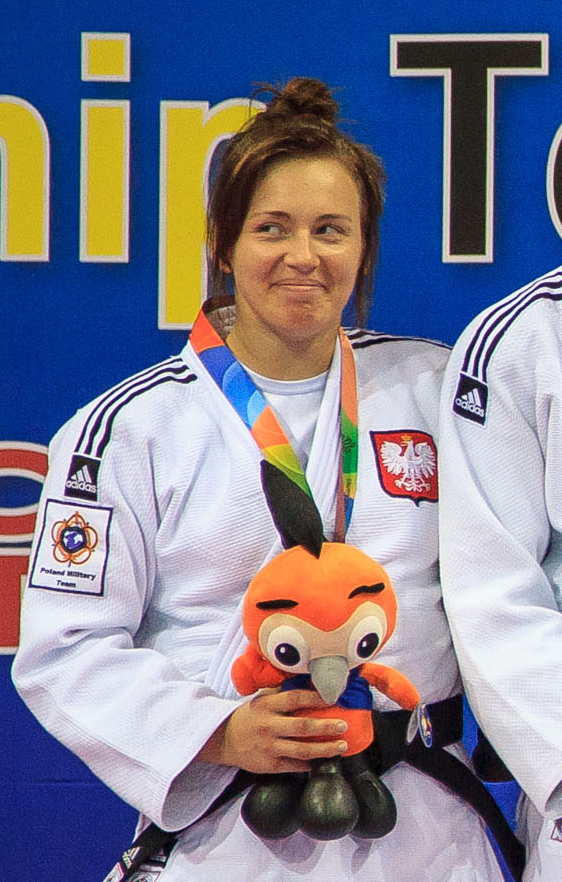
Daria Pogorzelec (2015)

Daria Pogorzelec (* 20. Juli 1990 in Danzig) ist eine polnische Judoka.

## Sportliche Karriere
Daria Pogorzelec war 2006 Dritte der U20-Europameisterschaften und Siebte der U20-Weltmeisterschaften. 2008 belegte sie den fünften Platz bei den U20-Europameisterschaften. 2009 war sie noch einmal Neunte, bei den U20-Weltmeisterschaften 2009 erreichte sie den fünften Platz.
2010 belegte die 1,72 m große Daria Pogorzelec von Wybrzeże Gdańsk den fünften Platz im Halbschwergewicht bei den Europameisterschaften in Wien. 2010 gewann sie die Silbermedaille bei den U23-Europameisterschaften hinter der Ungarin Abigél Joó. 2011 siegte sie in Rio de Janeiro bei den Militärweltspielen. Bei den Olympischen Spielen 2012 in London gewann sie in ihrem ersten Kampf gegen die Slowenin Anamari Velenšek und im Achtelfinale gegen die Deutsche Heide Wollert. Nach Niederlagen gegen die Brasilianerin Mayra Aguiar im Viertelfinale und gegen Abigél Joó in der Hoffnungsrunde belegte Pogorzelec den siebten Platz. 2013 belegte sie den dritten Platz bei den Militärweltmeisterschaften.
Bei den Weltmeisterschaften 2015 in Astana erreichte sie mit vier Siegen das Halbfinale, dort unterlag sie der Japanerin Mami Umeki. Nach ihrer Niederlage gegen die Niederländerin Marhinde Verkerk im Kampf um Bronze belegte sie den fünften Platz. Bei den Militärweltspielen 2015 belegte sie den zweiten Platz hinter Anamari Velensek. 2016 bei den Olympischen Spielen in Rio de Janeiro schied sie in der zweiten Runde gegen die Deutsche Luise Malzahn aus.
Nach einem Jahr Pause kehrte Daria Pogorzelec 2018 zurück, nun wieder Im Mittelgewicht, der Gewichtsklasse bis 70 Kilogramm. Sie belegte den dritten Platz bei den European Open in Warschau. Im November 2018 gewann sie hinter der Französin Marie-Ève Gahié Silber bei den Militärweltmeisterschaften.

## Polnische Meistertitel
Daria Pogorzelec gewann acht polnische Meistertitel.
- Mittelgewicht (bis 70 kg): 2008
- Halbschwergewicht (bis 78 kg): 2009, 2010, 2011, 2013, 2014, 2015
- Offene Klasse: 2013